# Külaküla
Koordinaten: 58° 47′ N, 22° 29′ O
Külaküla ist ein Dorf (estnisch küla) in der Landgemeinde Hiiumaa (bis 2017: Landgemeinde Emmaste). Es liegt auf der zweitgrößten estnischen Insel Hiiumaa (deutsch Dagö).

## Beschreibung
Külaküla hat heute 31 Einwohner (Stand 31. Dezember 2011).
Der Ort mit seinem Sandstrand liegt direkt an der Ostseeküste.

## Persönlichkeiten
Berühmtester Sohn des Dorfes ist der reformkommunistische estnische Politiker Vaino Väljas, der 1931 in Külaküla geboren wurde. Er war der letzte Vorsitzende der Kommunistischen Partei Estlands (EKP) vor der Loslösung Estlands von der Sowjetunion 1991.